# Giuse Tôn Kế Căn
Giuse Tôn Kế Căn (sinh 1967, tiếng Trung:孫繼根, tiếng Anh:Joseph Sun Ji-gen) là một giám mục người Trung Quốc thuộc Giáo hội Công giáo Rôma. Ông hiện đảm nhận chức vị Giám mục chính tòa Giáo phận Vĩnh Niên.

## Tiểu sử
Giám mục Giuse Tôn Kế Căn sinh ngày 2 tháng 8 năm 1967, người huyện Đại Danh, Hàm Đan (Hà Bắc, Trung Quốc. Năm 1986, ông nhập Tiểu chủng viện Đại Danh tu học. Năm 1994, ông được bổ nhiệm làm giáo sự tại chủng viện.
Ngày 3 tháng 5 năm 1995, ông thụ phong chức vị linh mục. Năm 1997, ông được bổ nhiệm làm Bí thư trưởng Giáo phận Đại Danh. Năm 1998, ông được bầu làm Ủy viên Hội nghị Chính trị Hiệp thương thành phố Hàm Đan và giữ cương vị này trong 10 năm.
Năm 2001, ông được bổ nhiệm làm Tổng đại diện giáo phận Đại Danh. Năm 2005, ông được điều về nhận chức Linh mục giáo xứ chính tòa Giáo phận Vĩnh Niên. Năm 2007 (có tài liệu ghi là năm 2010), Tòa Thánh thông báo quyết định sẽ bổ nhiệm linh mục Giuse Tôn Kế Căn làm Giám mục Phó Vĩnh Niên với quyền kế vị giám mục Stêphanô Dương Tường Thái khi giám mục này từ nhiệm hoặc qua đời.
Mặc dù vậy, mãi đến năm 2011, chính quyền Trung Quốc mới đồng ý thỏa hiệp với Tòa Thánh về việc bổ nhiệm giám mục này và phía Trung Quốc đề nghị lễ tấn phong giám mục sẽ do giám mục bất hợp thức Giuse Quách Kim Tài làm chủ lễ.
Tuy nhiên, ngày 21 tháng 6 năm 2011, Giám mục Vĩnh Niên Stêphanô Dương Tường Thái đã bí mật tổ chức lễ tấn phong giám mục cho ông. Tân giám mục chọn khẩu hiệu cho mình là Dominus quærite necessarium habet. Ngay lập tức, chính quyền Trung Quốc đã ra tuyên bố không phê chuẩn việc truyền chức giám mục. Ông rời khỏi giáo phận Vĩnh Niên và đến giáo phận Vệ Huy ẩn trú. Ngày 29 tháng 6 năm 2011, ông rời nơi ẩn trú và bị chính quyền Trung Quốc bắt giữ và đưa về Thạch Gia Trang quản thúc trong 2 năm.
Sau một thời gian không thừa nhận, cuối cùng chính quyền Trung Quốc cũng công nhận ông làm giám mục phó giáo phận Vĩnh Niên vào ngày 16 tháng 11 năm 2017. Giám mục chính tòa Dương Tường Thái qua đời tháng 10 năm 2021, ông chính thức kế nhiệm chức vị giám mục chính tòa.